# Soșîcine, Kamin-Kașîrskîi
Soșîcine (în ucraineană Сошичне) este localitatea de reședință a comunei Soșîcine din raionul Kamin-Kașîrskîi, regiunea Volînia, Ucraina.

## Demografie
Componența lingvistică a localității Soșîcine
     Ucraineană (99,69%)
     Alte limbi (0,25%)
Conform recensământului din 2001, majoritatea populației localității Soșîcine era vorbitoare de ucraineană (99,69%), existând în minoritate și vorbitori de alte limbi.